# Communauté de communes du Pays de Chanac
Pour les articles homonymes, voir Chanac (homonymie).
La communauté de communes du Pays de Chanac est une ancienne communauté de communes française, située dans le département de la Lozère et la région Occitanie.

## Historique
Elle est créée le 1er janvier 2005.
Le schéma départemental de coopération intercommunale, arrêté par le préfet de la Lozère le 29 mars 2016, propose la fusion d'une partie de la communauté de communes du Pays de Chanac (Chanac, Cultures, Esclanèdes et Les Salelles) avec les communautés de communes Aubrac-Lot-Causse et du Causse du Massegros et la fusion de l'autre partie (Barjac) avec la communauté de communes Cœur de Lozère.
Le 31 décembre 2016, Barjac se retire de la communauté de communes.
Le 1er janvier 2017, celle-ci fusionne au sein de la communauté de communes Aubrac Lot Causse et Pays de Chanac.

## Territoire communautaire

### Composition
Elle était composée des 5 communes suivantes  :
| Nom            | Code Insee | Gentilé      | Superficie (km2) | Population (dernière pop. légale) | Densité (hab./km2) |
| -------------- | ---------- | ------------ | ---------------- | --------------------------------- | ------------------ |
| Chanac (siège) | 48039      | Chanacois    | 71,14            | 1 461 (2014)                      | 21                 |
| Barjac         | 48018      | Barjacois    | 29,92            | 744 (2014)                        | 25                 |
| Cultures       | 48055      | Culturois    | 3,96             | 151 (2014)                        | 38                 |
| Esclanèdes     | 48056      | Esclanédiens | 12,51            | 367 (2014)                        | 29                 |
| Les Salelles   | 48185      | Salellois    | 10,62            | 163 (2014)                        | 15                 |

### Démographie
| 2007  | 2011  | 2012  | 2013  |
| ----- | ----- | ----- | ----- |
| 2 560 | 2 714 | 2 773 | 2 849 |

## Administration

### Siège
Le siège de la communauté est situé à Chanac.